# Notre-Dame-de-Sanilhac
Notre-Dame-de-Sanilhac è un comune francese di 3 115 abitanti situato nel dipartimento della Dordogna nella regione della Nuova Aquitania.

## Società

### Evoluzione demografica
Abitanti censiti